# Quadrilatère ferrifère
Le Quadrilatère ferrifère est une région minière située à l'est de Belo Horizonte dans l'état de Minas Gerais au Brésil. Cette région est riche en gisements de fer, exploités notamment dans la mine d'Alegria ou la mine de Brucutu, mais également en gisements d'or.